# Олимбос
О́лимбос (Олимпос; греч. Όλυμπος) — высочайшая вершина острова Кипр (1952 м). Относится к хребту Троодос, расположена в части острова, контролируемой Республикой Кипр.
Непосредственно вершину занимает английская военная база с радарами дальней локации, и она недоступна для посещения.
С января по март на склонах Олимбоса работает небольшой лыжный спуск с четырьмя подъёмниками.
В античные времена на одном из уступов вершины был храм Афродиты, в который не допускались женщины.